# Бордово клатене
Бордово клатене (люлеене) – променливо накланяне на плавателен съд (кораб) на десния и на левия борд около неговата диаметрална ос под въздействие на вълнение на водата, вятър или други външни сили.
Бордовото клатене влошава условията за работа на механизмите и приборите. Предизвиква снижаване на скоростта на хода на съда, макар че по-голямо снижаване на скоростта предизвиква носовото клатене. 
Основно бордовото клатене създава проблеми с товара на кораба и неговото укрепване. При силно и рязко бордово клатене товарите изпитват големи ускорения и тяхното укрепване може да се наруши. Начина по който един кораб се клати под въздействието на външни сили зависи предимно от неговата устойчивост (виж статията Метацентрична височина).
Отрицателно действа на организма на човека, водейки до влошаване на самочувствието и загуба на работоспособност. 
На военните кораби клатенето води до невъзможност за използването на поставените бойни системи, извеждайки ги от боеготовност. 
При големи амплитуди може да доведе до загуба на устойчивост на съда и неговото потапяне.
За борба с бордовото люлеене се използват успокоители на клатенето - статични или динамични.